# Хальмстад
Ха́льмстад (швед. Halmstad, ['hulm-stɑː(d)]) — портовый, университетский, промышленный город в устье реки Ниссан, административный центр лена Халланд на юго-западе Швеции. Население города составляет 94 000 в 2016 году, с пригородами — более 90,000 (на 18 месте по численности населения в 2012 году). Хальмстад — 19-й по численности населения город Швеции и расположен на полпути между Гётеборгом (второй по численности населения) и Мальмё (третий по численности населения город Швеции) примерно в 500 км от Стокгольма.

## История
Основание Хальмстада
Первоначально Хальмстад находился там, где сейчас расположены руины церкви Эвраби. На основании археологических находок считается, что поселение возникло здесь в XI–XII веках. При раскопках в районе Эрьянс Валль были обнаружены остатки средневекового замка, а также монеты, керамика и другие предметы. Это свидетельствует о том, что здесь могла находиться временная торговая площадка, тогда как постоянное поселение располагалось в Эвраби. С практической точки зрения это место было выгодным, так как оно находилось выше последнего водопада реки Ниссан, что делало его недоступным для прямого водного сообщения. Кроме того, более сухая почва в этом районе обеспечивала лучшие санитарные условия, что делало его подходящим для проживания.

### Датский период
Название Хальмстад впервые упоминается в "Земельной книге" Вальдемара II (1231) как Halmstæde, обозначая при этом округ и королевское имение (mansio Halmstath). В документах о встрече в Эттарпе 1257 года также упоминается провинция Хальмстад (provincia Halmstathe). В 1264 году в Хальмстаде был основан монастырь доминиканцев — монастырь Святой Екатерины.
Самое раннее известное привилегированное грамота датируется 1307 годом и была выдана герцогом Кристофером, братом короля Эрика Менведа и будущим Кристофером II Датским. В 1320-х годах город был перенесен ближе к побережью. Предполагается, что перемещение было связано с тем, что новое расположение позволяло большему числу судов достигать города, а также снижало риск нападений с моря. Согласно привилегированной грамоте Кристофера II, небольшое поселение Брукторп в 1322 году получило статус города.
В 1327 году герцог Кнут Порсе переименовал Брукторп в Хальмстад, а старый Хальмстад стал называться Эвраби ("верхний город"). Это подтверждается письмом папы Климента VI от 1344 года, в котором говорится, что доминиканцы переехали в новое место без его разрешения.
В XIII веке доминиканцы основали монастырь Святой Екатерины, а в XIV веке в городе была построена церковь Святого Николая — единственное сохранившееся средневековое здание в Хальмстаде. К концу XV века францисканцы также основали монастырь Святой Анны на месте, где сейчас находится Лилла Торг. Оба монастыря были закрыты в 1530-х годах в ходе Реформации.
Во время Кальмарской унии Хальмстад стал местом проведения важных переговоров, а также местом выбора короля. В 1430-х годах город был разграблен войсками Энгельбректа, а в 1534 году захвачен шведами во время Графской войны.
Между 1598 и 1605 годами король Кристиан IV возвел новые укрепления вокруг Хальмстада. В 1619 году в недавно построенном замке Хальмстада состоялась встреча Кристиана IV и Густава II Адольфа.

### Шведский период
Согласно Брёмсебрускому миру 1645 года, Халланд отошел Швеции на 30 лет, а по Роскилльскому миру 1658 года стал шведским навсегда. В 1676 году во время Сконе войны произошло сражение при Хальмстаде, закончившееся победой шведов. В 1734 году было принято решение снести устаревшие укрепления города.

### Индустриализация
В XIX веке Хальмстад быстро развивался. Первые промышленные предприятия появились в 1820-х годах, а к концу века население города значительно увеличилось. Улучшение инфраструктуры, развитие железных дорог и портов способствовали экономическому подъему.
К началу XX века Хальмстад стал важным промышленным и военным центром.
Согласно Энциклопедическому словарю Брокгауза и Ефрона, на начало XX века, город «Гальмстад» представлял собой «довольно оживленное промышленное и торговое место», имел «значительный вывоз дерева и зерна, несколько фабрик», а также «морское купание» (курорт).
В 2016 году сербская православная община выкупила в пригороде Fyllinge участок земли на котором будет построен православный храм в юрисдикции Британско-Скандинавской епархии.

## Военный гарнизон
Хальмстад имеет давние традиции как город военных. В нём дислоцируется единственный в Швеции полк противовоздушной обороны. В военном городке полка находится музей военной истории Хальмстада и истории полка ПВО. Кроме того, в Хальмстаде имеется Военный университет (MHS H), Техникум сил обороны Швеции (FMTS). Указанные структуры и другие подразделения образуют гарнизон Хальмстада.

## Церкви и религиозные общины
Шведская церковь
Приход Хальмстада включает:
- Церковь Святого Николая (S:t Nikolai kyrka)
- Церковь Kärlekens kyrka
- Церковь Holms kyrka
- Церковь Мартина Лютера (Martin Luthers kyrka)
- Церковь Andersbergskyrkan
- Церковь Олаус Петри (Olaus Petri kyrka)
- Церковь Sperlingsholms kyrka
- Больничная церковь (Sjukhuskyrkan). Самая старая церковь находилась у руин церкви Övraby kyrkoruin.

Приход Снёсторпа (Snöstorps församling):
- Церковь Снёсторпа (Snöstorps kyrka)
- Церковь Марии в Фюллинге (Mariakyrkan på Fyllinge)
- Церковь Валлоса (Vallås kyrka)

Приход Сондурум-Вапнё (Söndrum-Vapnö församling):
- Церкви в Сондуруме и Вапнё

Прочие церкви
- Церковь Троицы (Trefaldighetskyrkan), входит в Католическую церковь в Швеции
- Пятидесятническая церковь (Pingstkyrkan), часть Пятидесятнического движения в Швеции
- Иммануилова церковь (Immanuelskyrkan), принадлежит Объединённой церкви Швеции (Equmeniakyrkan)
- Церковь Корнхилля (Kornhillskyrkan) в Валлосе, принадлежит Евангелическому Отечественному союзу (Evangeliska Fosterlandsstiftelsen)
- Армия Спасения Хальмстада (Frälsningsarmén Halmstad), входит в Армию Спасения
- Церковь Иисуса Христа Святых последних дней (Jesu Kristi Kyrka av sista dagars heliga) находится на улице Munkalyckavägen в Хальмстаде.
- Свидетели Иеговы (Jehovas Vittnen), есть Зал Царства, также находящийся в Хальмстаде.[5]

## Музыка
- Basshunter (1984)
- Shining (1996)

## Галерея

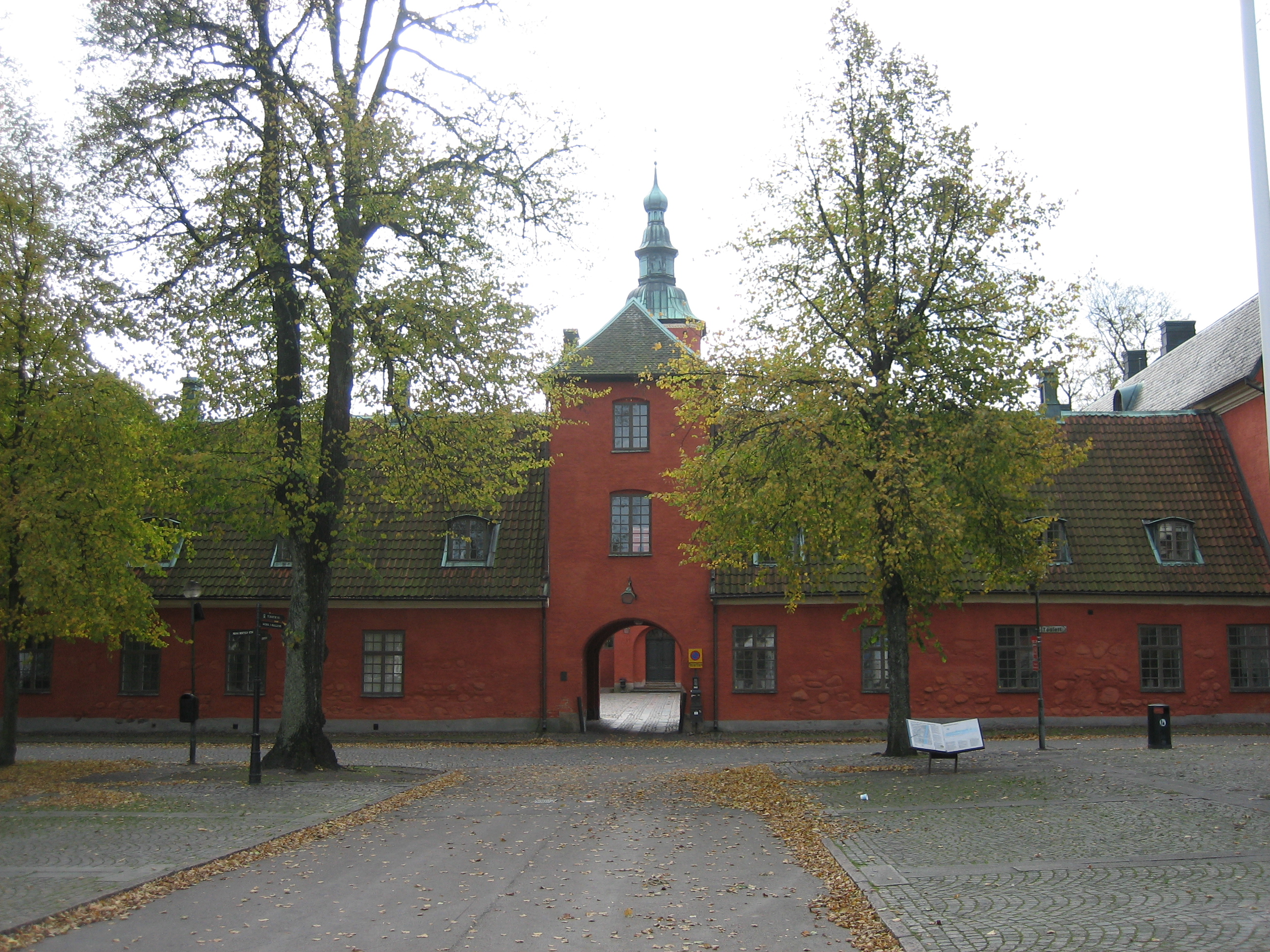
Замок в Хальмстаде
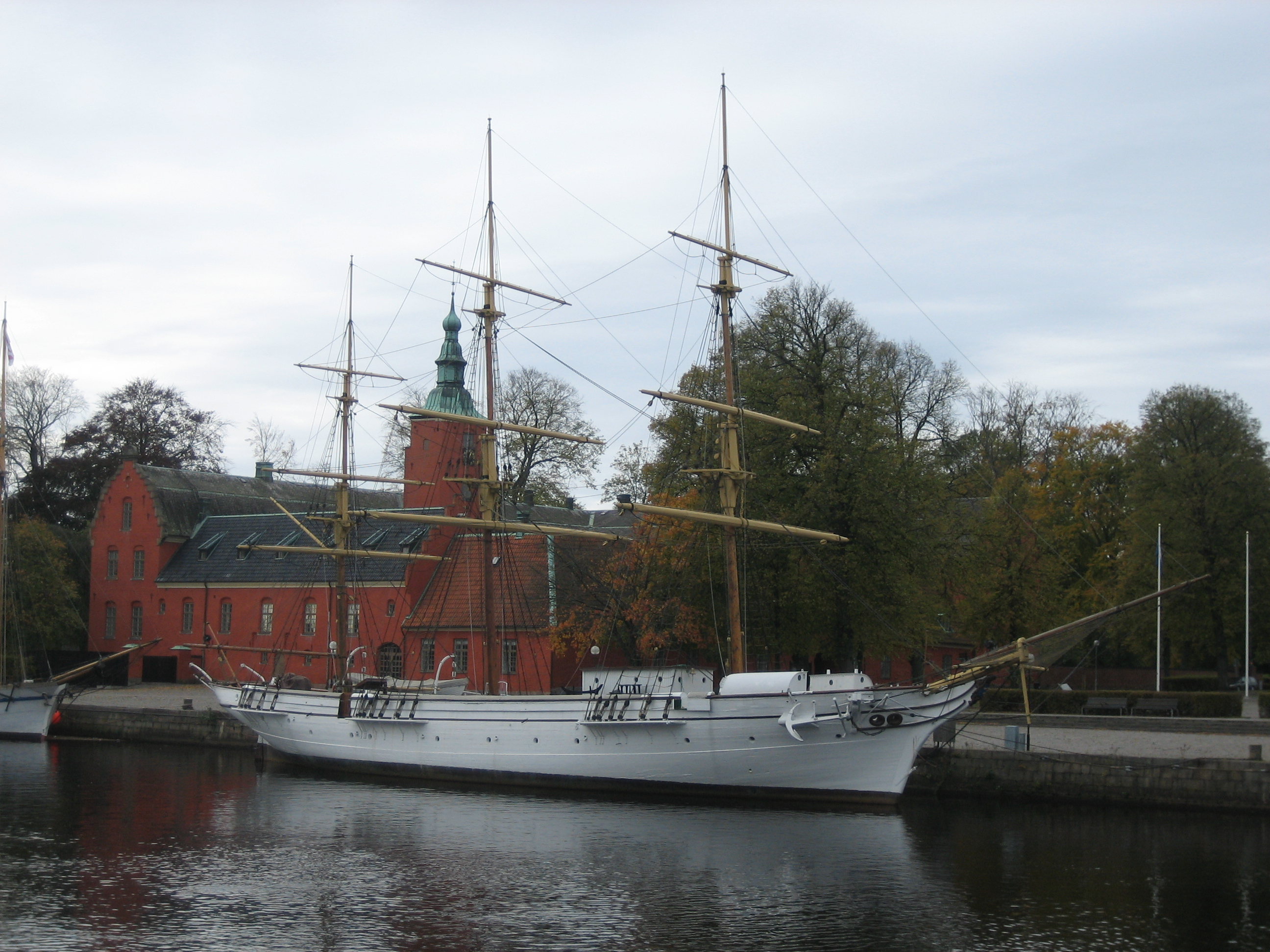
Парусник «Najaden» возле замка
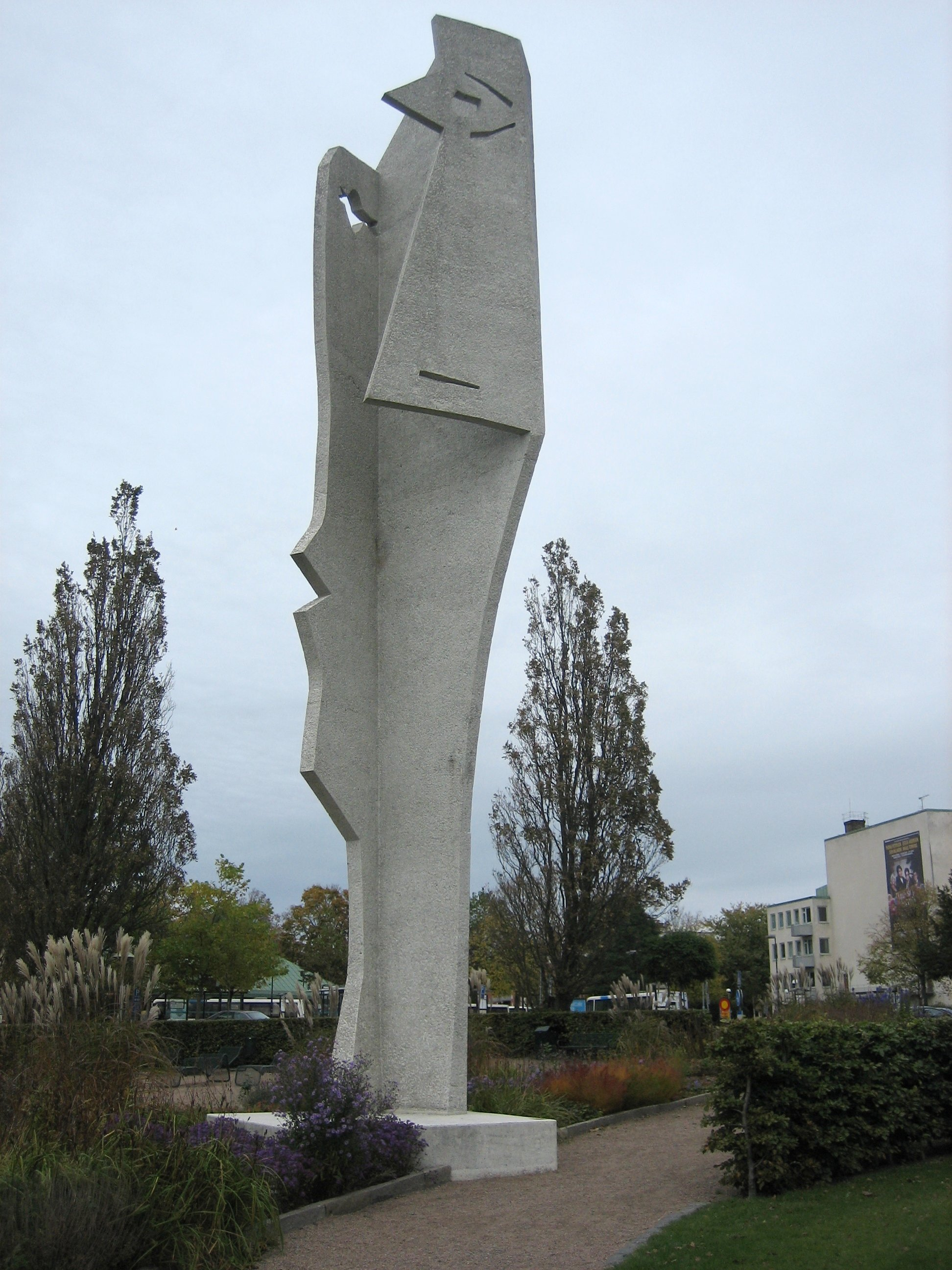
Скульптура «Женская голова» Пабло Пикассо
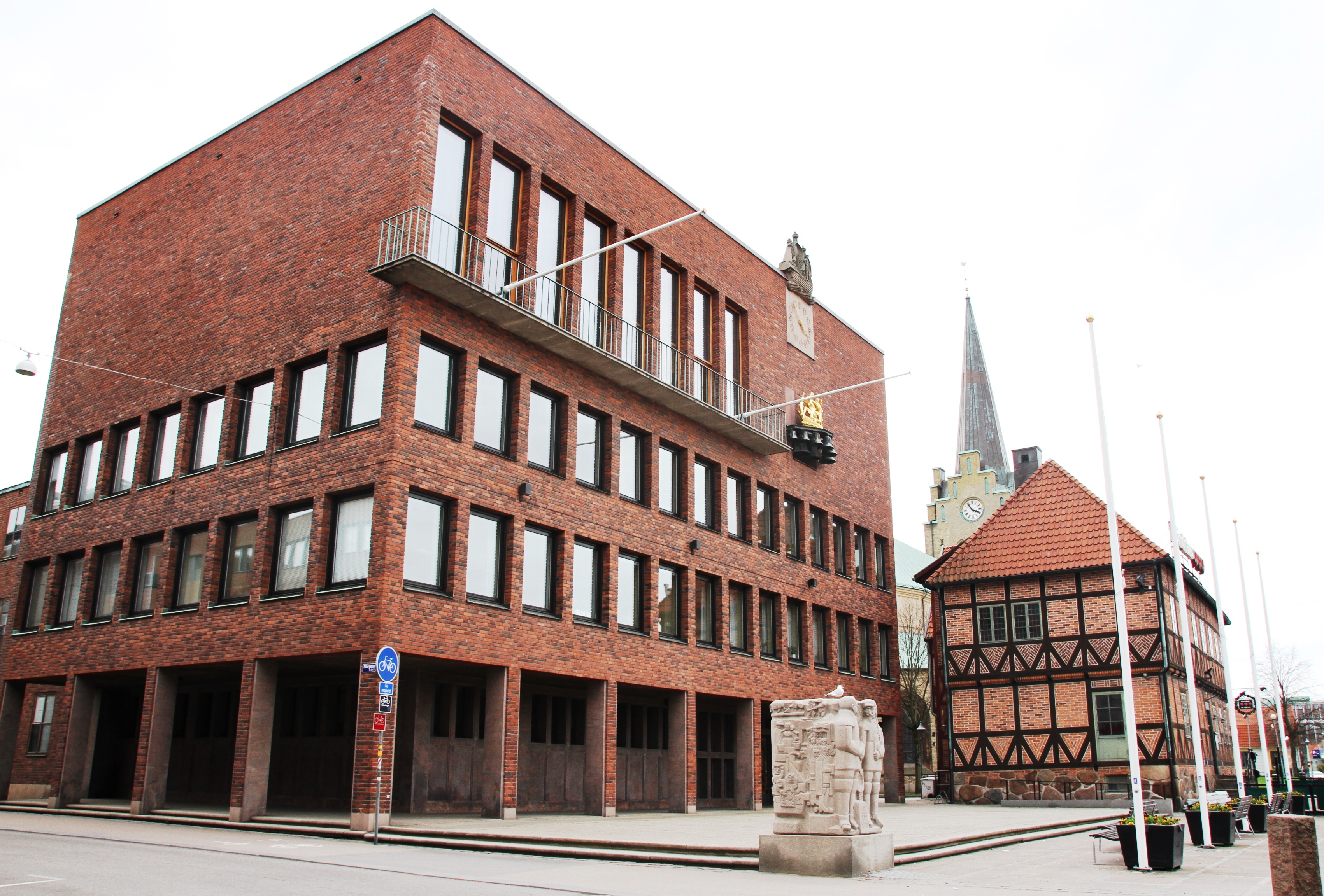
Ратуша
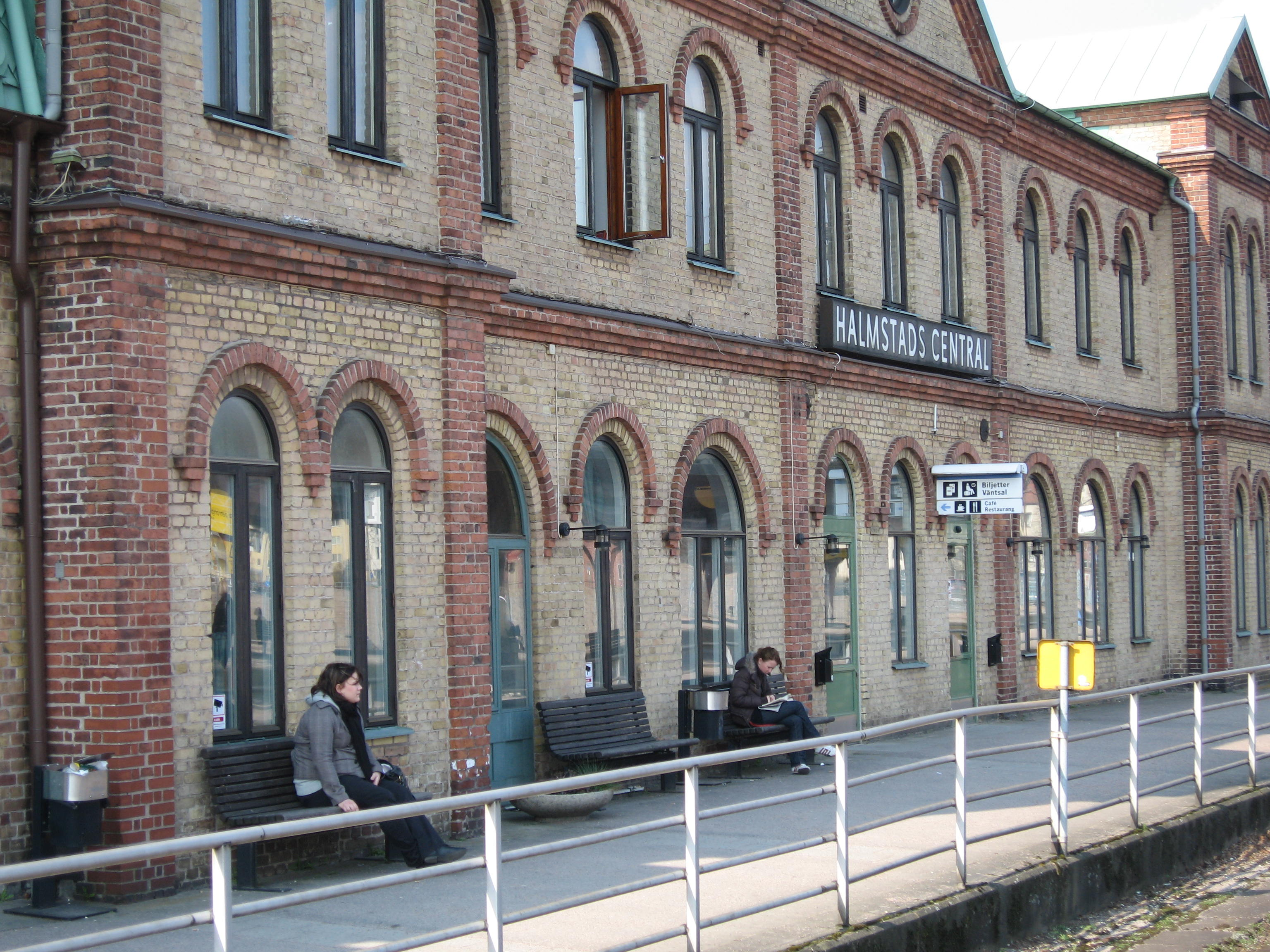
Железнодорожный вокзал
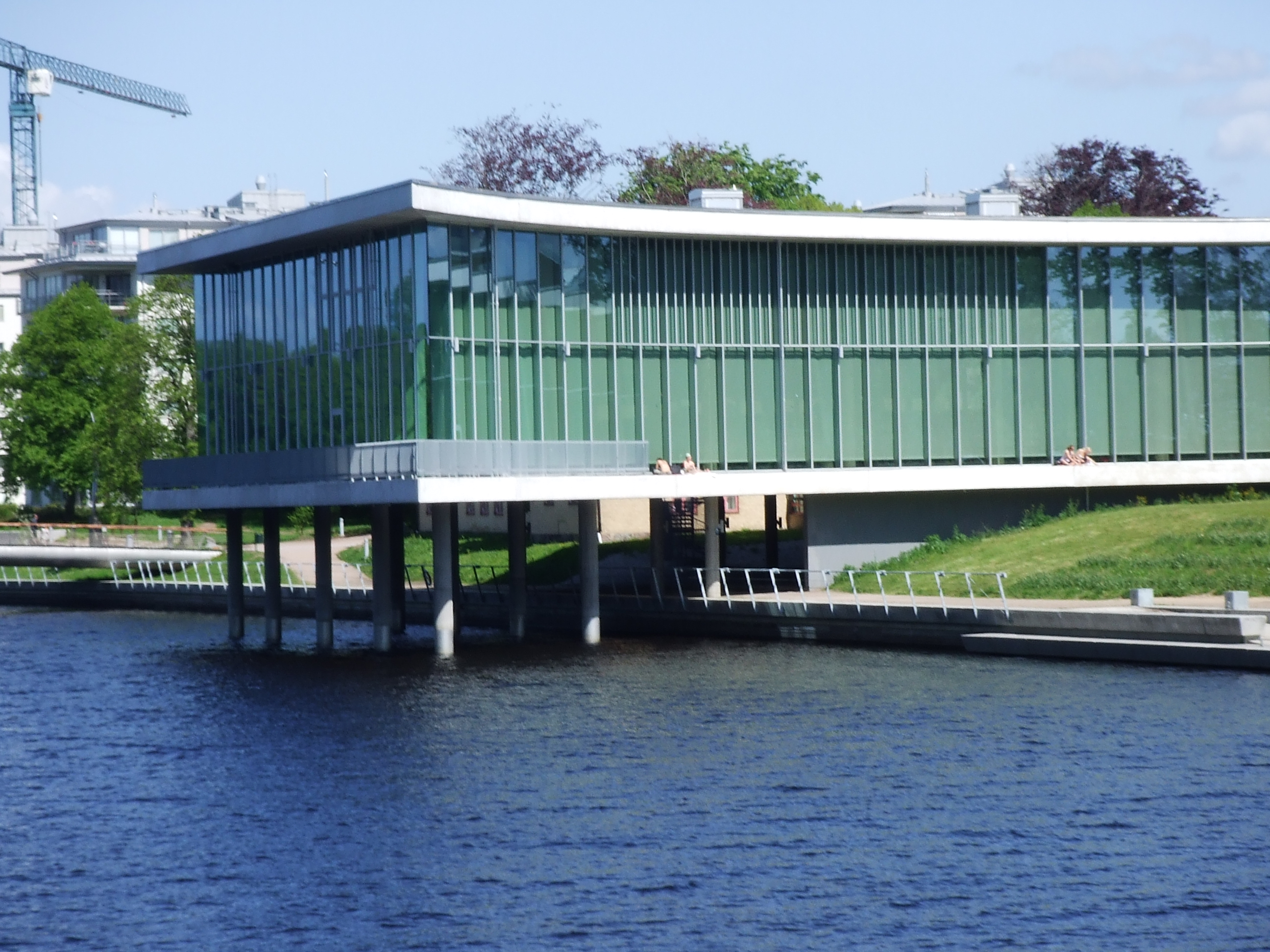
Библиотека города